# Campeonato Mundial de Fórmula 1 de 1987
A Temporada de Fórmula 1 de 1987 foi a 38.ª realizada pela FIA, decorrendo entre 12 de abril e 15 de novembro de 1987, com dezesseis corridas.
Teve como campeão o brasileiro Nelson Piquet da equipe Williams, sendo vice-campeão o inglês Nigel Mansell, também da Williams, que dominou a temporada com 6 dobradinhas de largada e 4 dobradinhas de chegada. O Motor Honda turbo produzia entre 750 HP (corridas) a 990 HP (treinos).

## Equipes e Pilotos
| Campeão        | Vice-campeão   | 3º Lugar     |
| -------------- | -------------- | ------------ |
|                |                |              |
| Nelson Piquet  | Nigel Mansell  | Ayrton Senna |
| Williams-Honda | Williams-Honda | Lotus-Honda  |

| Equipe                         | Construtor | Chassis | Motor                                          | Pneus | No | Piloto             | Rodadas                             | Piloto(s) de teste                  |
| ------------------------------ | ---------- | ------- | ---------------------------------------------- | ----- | -- | ------------------ | ----------------------------------- | ----------------------------------- |
| Marlboro McLaren International | McLaren    | MP4/3   | TAG/Porsche TTE P01 1.5 V6 turbo               | G     | 1  | Alain Prost        | Todas                               | n/a                                 |
| Marlboro McLaren International | McLaren    | MP4/3   | TAG/Porsche TTE P01 1.5 V6 turbo               | G     | 2  | Stefan Johansson   | Todas                               | n/a                                 |
| Data General Team Tyrrell      | Tyrrell    | DG016   | Ford Cosworth DFZ 3.5 V8                       | G     | 3  | Jonathan Palmer    | Todas                               | n/a                                 |
| Data General Team Tyrrell      | Tyrrell    | DG016   | Ford Cosworth DFZ 3.5 V8                       | G     | 4  | Philippe Streiff   | Todas                               | n/a                                 |
| Canon Williams Honda Team      | Williams   | FW11B   | Honda RA167E 1.5 V6 turbo                      | G     | 5  | Nigel Mansell      | 1-15                                | Jean-Louis Schlesser                |
| Canon Williams Honda Team      | Williams   | FW11B   | Honda RA167E 1.5 V6 turbo                      | G     | 5  | Riccardo Patrese   | 16                                  | Jean-Louis Schlesser                |
| Canon Williams Honda Team      | Williams   | FW11B   | Honda RA167E 1.5 V6 turbo                      | G     | 6  | Nelson Piquet      | Todas                               | Jean-Louis Schlesser                |
| Motor Racing Developments      | Brabham    | BT56    | BMW M12/13 1.5 L4 turbo                        | G     | 7  | Riccardo Patrese   | 1-15                                | n/a                                 |
| Motor Racing Developments      | Brabham    | BT56    | BMW M12/13 1.5 L4 turbo                        | G     | 7  | Stefano Modena     | 16                                  | n/a                                 |
| Motor Racing Developments      | Brabham    | BT56    | BMW M12/13 1.5 L4 turbo                        | G     | 8  | Andrea de Cesaris  | Todas                               | n/a                                 |
| West Zakspeed Racing           | Zakspeed   | 861     | Zakspeed 1500/4 1.5 L4 turbo                   | G     | 9  | Martin Brundle     | 1, 5                                | n/a                                 |
| West Zakspeed Racing           | Zakspeed   | 861     | Zakspeed 1500/4 1.5 L4 turbo                   | G     | 10 | Christian Danner   | 1-2                                 | n/a                                 |
| West Zakspeed Racing           | Zakspeed   | 871     | Zakspeed 1500/4 1.5 L4 turbo                   | G     | 9  | Martin Brundle     | 2-4, 6-16                           |                                     |
| West Zakspeed Racing           | Zakspeed   | 871     | Zakspeed 1500/4 1.5 L4 turbo                   | G     | 10 | Christian Danner   | 3-16                                |                                     |
| Camel Team Lotus Honda         | Lotus      | 99T     | Honda RA166E 1.5 V6 turbo                      | G     | 11 | Satoru Nakajima    | Todas                               | n/a                                 |
| Camel Team Lotus Honda         | Lotus      | 99T     | Honda RA166E 1.5 V6 turbo                      | G     | 12 | Ayrton Senna       | Todas                               | n/a                                 |
| Team El Charro AGS             | AGS        | JH22    | Ford Cosworth DFZ 3.5 V8                       | G     | 14 | Pascal Fabre       | 1-14                                | n/a                                 |
| Team El Charro AGS             | AGS        | JH22    | Ford Cosworth DFZ 3.5 V8                       | G     | 14 | Roberto Moreno     | 15-16                               | n/a                                 |
| Leyton House March Racing Team | March      | 87P     | Ford Cosworth DFZ 3.5 V8                       | G     | 16 | Ivan Capelli       | 1                                   | Kris Nissen                         |
| Leyton House March Racing Team | March      | 871     | Ford Cosworth DFZ 3.5 V8                       | G     | 16 | Ivan Capelli       | 2-16                                |                                     |
| USF&G Arrows Megatorn          | Arrows     | A10     | Megatron M12/13 (BMW rebatizados) 1.5 L4 turbo | G     | 17 | Derek Warwick      | Todas                               | n/a                                 |
| USF&G Arrows Megatorn          | Arrows     | A10     | Megatron M12/13 (BMW rebatizados) 1.5 L4 turbo | G     | 18 | Eddie Cheever      | Todas                               | n/a                                 |
| Benetton Formula Ltd           | Benetton   | B187    | Ford Cosworth GBA 1.5 V6 turbo                 | G     | 19 | Teo Fabi           | Todas                               | Johnny Dumfries Emanuele Pirro      |
| Benetton Formula Ltd           | Benetton   | B187    | Ford Cosworth GBA 1.5 V6 turbo                 | G     | 20 | Thierry Boutsen    | Todas                               | Johnny Dumfries Emanuele Pirro      |
| Osella Squadra Corse           | Osella     | FA1I    | Alfa Romeo 890T 1.5 V8 turbo                   | G     | 21 | Alex Caffi         | Todas                               | n/a                                 |
| Osella Squadra Corse           | Osella     | FA1I    | Alfa Romeo 890T 1.5 V8 turbo                   | G     | 22 | Franco Forini      | 11-13                               | n/a                                 |
| Osella Squadra Corse           | Osella     | FA1G    | Alfa Romeo 890T 1.5 V8 turbo                   | G     | 22 | Gabriele Tarquini  | 2                                   | n/a                                 |
| Minardi Team SpA               | Minardi    | M187    | Motori Moderni 615-90 V6 turbo                 | G     | 23 | Adrián Campos      | Todas                               | Franco Scapini                      |
| Minardi Team SpA               | Minardi    | M187    | Motori Moderni 615-90 V6 turbo                 | G     | 24 | Alessandro Nannini | Todas                               | Franco Scapini                      |
| Ligier Loto                    | Ligier     | JS29    | Alfa Romeo 415T 1.5 V8 turbo                   | G     | 25 | René Arnoux        | Motor Indisponível                  | Motor Indisponível                  |
| Ligier Loto                    | Ligier     | JS29    | Alfa Romeo 415T 1.5 V8 turbo                   | G     | 26 | Piercarlo Ghinzani | Motor Indisponível                  | Motor Indisponível                  |
| Ligier Loto                    | Ligier     | JS29B   | Megatron M12/13 (BMW rebatizados) 1.5 L4 turbo | G     | 25 | René Arnoux        | 2-5                                 |                                     |
| Ligier Loto                    | Ligier     | JS29B   | Megatron M12/13 (BMW rebatizados) 1.5 L4 turbo | G     | 26 | Piercarlo Ghinzani | 2-5                                 |                                     |
| Ligier Loto                    | Ligier     | JS29C   | Megatron M12/13 (BMW rebatizados) 1.5 L4 turbo | G     | 25 | René Arnoux        | 6-16                                |                                     |
| Ligier Loto                    | Ligier     | JS29C   | Megatron M12/13 (BMW rebatizados) 1.5 L4 turbo | G     | 26 | Piercarlo Ghinzani | 6-16                                |                                     |
| Scuderia Ferrari SpA SEFAC     | Ferrari    | F187    | Ferrari 033D 1.5 V6 turbo                      | G     | 27 | Michele Alboreto   | Todas                               | n/a                                 |
| Scuderia Ferrari SpA SEFAC     | Ferrari    | F187    | Ferrari 033D 1.5 V6 turbo                      | G     | 28 | Gerhard Berger     | Todas                               | n/a                                 |
| Larrousse Calmels              | Lola       | LC87    | Ford Cosworth DFZ 3.5 V8                       | G     | 29 | Yannick Dalmas     | 14-16                               | n/a                                 |
| Larrousse Calmels              | Lola       | LC87    | Ford Cosworth DFZ 3.5 V8                       | G     | 30 | Philippe Alliot    | 2-16                                | n/a                                 |
| Middlebridge-Trussardi         | Trussardi  | B186    | Megatron M12/13 (BMW rebatizados) L4 turbo     | G     | 31 | Emanuele Pirro     | Registro Negado Inscrição Cancelada | Registro Negado Inscrição Cancelada |
| Middlebridge-Trussardi         | Trussardi  | B186    | Megatron M12/13 (BMW rebatizados) L4 turbo     | G     | 31 | Aguri Suzuki       | Registro Negado Inscrição Cancelada | Registro Negado Inscrição Cancelada |
| Enzo Coloni Racing Car System  | Coloni     | FC187   | Ford Cosworth DFZ 3.5 V8                       | G     | 32 | Nicola Larini      | 11, 13                              | n/a                                 |

## Calendário
| Prova | Grande Prêmio    | Data           | Local              |
| ----- | ---------------- | -------------- | ------------------ |
| 1     | GP do Brasil     | 12 de abril    | Jacarepaguá        |
| 2     | GP de San Marino | 3 de maio      | Ímola              |
| 3     | GP da Bélgica    | 17 de maio     | Spa-Francorchamps  |
| 4     | GP de Mônaco     | 31 de maio     | Monte Carlo        |
| 5     | GP de Detroit    | 21 de junho    | Detroit            |
| 6     | GP da França     | 5 de julho     | Paul Ricard        |
| 7     | GP da Inglaterra | 12 de julho    | Silverstone        |
| 8     | GP da Alemanha   | 26 de julho    | Hockenheim         |
| 9     | GP da Hungria    | 9 de agosto    | Hungaroring        |
| 10    | GP da Áustria    | 16 de agosto   | Österreichring     |
| 11    | GP da Itália     | 6 de setembro  | Monza              |
| 12    | GP de Portugal   | 20 de setembro | Estoril            |
| 13    | GP da Espanha    | 27 de setembro | Jerez              |
| 14    | GP do México     | 18 de outubro  | Hermanos Rodriguez |
| 15    | GP do Japão      | 1 de novembro  | Suzuka             |
| 16    | GP da Austrália  | 15 de novembro | Adelaide           |

## Resultados

### Grandes Prêmios
| GP | Grande Prêmio      | Pole Position  | Volta mais rápida | Vencedor       | Equipe              | Descrição |
| -- | ------------------ | -------------- | ----------------- | -------------- | ------------------- | --------- |
| 1  | GP do Brasil       | Nigel Mansell  | Nelson Piquet     | Alain Prost    | McLaren-TAG/Porsche | Detalhes  |
| 2  | GP de San Marino   | Ayrton Senna   | Teo Fabi          | Nigel Mansell  | Williams-Honda      | Detalhes  |
| 3  | GP da Bélgica      | Nigel Mansell  | Alain Prost       | Alain Prost    | McLaren-TAG/Porsche | Detalhes  |
| 4  | GP de Mônaco       | Nigel Mansell  | Ayrton Senna      | Ayrton Senna   | Lotus-Honda         | Detalhes  |
| 5  | GP de Detroit      | Nigel Mansell  | Ayrton Senna      | Ayrton Senna   | Lotus-Honda         | Detalhes  |
| 6  | GP da França       | Nigel Mansell  | Nelson Piquet     | Nigel Mansell  | Williams-Honda      | Detalhes  |
| 7  | GP da Grã-Bretanha | Nelson Piquet  | Nigel Mansell     | Nigel Mansell  | Williams-Honda      | Detalhes  |
| 8  | GP da Alemanha     | Nigel Mansell  | Nigel Mansell     | Nelson Piquet  | Williams-Honda      | Detalhes  |
| 9  | GP da Hungria      | Nigel Mansell  | Nelson Piquet     | Nelson Piquet  | Williams-Honda      | Detalhes  |
| 10 | GP da Áustria      | Nelson Piquet  | Nigel Mansell     | Nigel Mansell  | Williams-Honda      | Detalhes  |
| 11 | GP da Itália       | Nelson Piquet  | Ayrton Senna      | Nelson Piquet  | Williams-Honda      | Detalhes  |
| 12 | GP de Portugal     | Gerhard Berger | Gerhard Berger    | Alain Prost    | McLaren-TAG/Porsche | Detalhes  |
| 13 | GP da Espanha      | Nelson Piquet  | Gerhard Berger    | Nigel Mansell  | Williams-Honda      | Detalhes  |
| 14 | GP do México       | Nigel Mansell  | Nelson Piquet     | Nigel Mansell  | Williams-Honda      | Detalhes  |
| 15 | GP do Japão        | Gerhard Berger | Alain Prost       | Gerhard Berger | Ferrari             | Detalhes  |
| 16 | GP da Austrália    | Gerhard Berger | Gerhard Berger    | Gerhard Berger | Ferrari             | Detalhes  |

### Campeonato Mundial de Pilotos
| Pos. | Piloto             | BRA | SMR | BEL | MON | DET | FRA | GBR | GER | HUN | AUT | ITA | POR | ESP | MEX | JPN | AUS | Pontos 1 |
| ---- | ------------------ | --- | --- | --- | --- | --- | --- | --- | --- | --- | --- | --- | --- | --- | --- | --- | --- | -------- |
| 1    | Nelson Piquet      | 2   | DNS | Ret | 2   | 2   | 2   | 2   | 1   | 1   | 2   | 1   | 3   | (4) | 2   | 15† | Ret | 73 (76)  |
| 2    | Nigel Mansell      | 6   | 1   | Ret | Ret | 5   | 1   | 1   | Ret | 14† | 1   | 3   | Ret | 1   | 1   | DNS |     | 61       |
| 3    | Ayrton Senna       | Ret | 2   | Ret | 1   | 1   | 4   | 3   | 3   | 2   | 5   | 2   | 7   | 5   | Ret | 2   | DSQ | 57       |
| 4    | Alain Prost        | 1   | Ret | 1   | 9†  | 3   | 3   | Ret | 7†  | 3   | 6   | 15  | 1   | 2   | Ret | 7   | Ret | 46       |
| 5    | Gerhard Berger     | 4   | Ret | Ret | 4   | 4   | Ret | Ret | Ret | Ret | Ret | 4   | 2   | Ret | Ret | 1   | 1   | 36       |
| 6    | Stefan Johansson   | 3   | 4   | 2   | Ret | 7   | 8   | Ret | 2   | Ret | 7   | 6   | 5   | 3   | Ret | 3   | Ret | 30       |
| 7    | Michele Alboreto   | 8†  | 3   | Ret | 3   | Ret | Ret | Ret | Ret | Ret | Ret | Ret | Ret | 15† | Ret | 4   | 2   | 17       |
| 8    | Thierry Boutsen    | 5   | Ret | Ret | Ret | Ret | Ret | 7   | Ret | 4   | 4   | 5   | 14  | 16† | Ret | 5   | 3   | 16       |
| 9    | Teo Fabi           | Ret | Ret | Ret | 8   | Ret | 5   | 6   | Ret | Ret | 3   | 7   | 4†  | Ret | 5   | Ret | Ret | 12       |
| 10   | Eddie Cheever      | Ret | Ret | 4   | Ret | 6   | Ret | Ret | Ret | 8   | Ret | Ret | 6   | 8†  | 4   | 9†  | Ret | 8        |
| 11   | Jonathan Palmer    | 10  | Ret | Ret | 5   | 11  | 7   | 8   | 5   | 7   | 14  | 14  | 10  | Ret | 7   | 8   | 4   | 7        |
| 12   | Satoru Nakajima    | 7   | 6†  | 5   | 10  | Ret | NC  | 4   | Ret | Ret | 13  | 11  | 8   | 9   | Ret | 6   | Ret | 7        |
| 13   | Riccardo Patrese   | Ret | 9   | Ret | Ret | 9   | Ret | Ret | Ret | 5   | Ret | Ret | Ret | 13  | 3   | 11  | 9†  | 6        |
| 14   | Andrea de Cesaris  | Ret | Ret | 3   | Ret | Ret | Ret | Ret | Ret | Ret | Ret | Ret | Ret | Ret | Ret | Ret | 8†  | 4        |
| 15   | Philippe Streiff   | 11  | 8   | 9   | Ret | Ret | 6   | Ret | 4   | 9   | Ret | 12  | 12  | 7   | 8   | 12  | Ret | 4        |
| 16   | Derek Warwick      | Ret | 11† | Ret | Ret | Ret | Ret | 5   | Ret | 6   | Ret | Ret | 13  | 10  | Ret | 10  | Ret | 3        |
| 17   | Philippe Alliot    |     | 10  | 8   | Ret | Ret | Ret | Ret | 6   | Ret | 12  | Ret | Ret | 6   | 6   | Ret | Ret | 3        |
| 18   | Martin Brundle     | Ret | 5   | Ret | 7   | Ret | Ret | Ret | NC  | NC  | DSQ | Ret | Ret | 11  | Ret | Ret | Ret | 2        |
| 19   | Ivan Capelli       | DNS | Ret | Ret | 6   | Ret | Ret | Ret | Ret | 10  | 11  | 13  | 9   | 12  | Ret | Ret | Ret | 1        |
| 20   | René Arnoux        |     | DNS | 6   | 11  | 10  | Ret | Ret | Ret | Ret | 10  | 10  | Ret | Ret | Ret | Ret | Ret | 1        |
| 21   | Roberto Moreno     |     |     |     |     |     |     |     |     |     |     |     |     |     |     | Ret | 6   | 1        |
| 22   | Yannick Dalmas     |     |     |     |     |     |     |     |     |     |     |     |     |     | 9   | 14  | 52  | 0        |
| 23   | Christian Danner   | 9   | 7   | Ret | DSQ | 8   | Ret | Ret | Ret | Ret | 9   | 9   | Ret | Ret | Ret | Ret | 7   | 0        |
| 24   | Piercarlo Ghinzani |     | Ret | 7   | 12  | Ret | Ret | DSQ | Ret | 12  | 8   | 8   | Ret | Ret | Ret | 13  | Ret | 0        |
| 25   | Pascal Fabre       | 12  | 13  | 10  | 13  | 12  | 9   | 9   | Ret | 13  | NC  | NQ  | NQ  | Ret | NQ  |     |     | 0        |
| 26   | Alessandro Nannini | Ret | Ret | Ret | Ret | Ret | Ret | Ret | Ret | 11  | Ret | 16  | 11† | Ret | Ret | Ret | Ret | 0        |
| 27   | Alex Caffi         | Ret | 12† | Ret | Ret | Ret | Ret | Ret | Ret | Ret | Ret | Ret | Ret | NQ  | Ret | Ret | NQ  | 0        |
| 28   | Adrián Campos      | DSQ | Ret | Ret | DNS | Ret | Ret | Ret | Ret | Ret | Ret | Ret | Ret | 14  | Ret | Ret | Ret | 0        |
| 29   | Franco Forini      |     |     |     |     |     |     |     |     |     |     | Ret | Ret | NQ  |     |     |     | -        |
| 30   | Stefano Modena     |     |     |     |     |     |     |     |     |     |     |     |     |     |     |     | Ret | -        |
| 31   | Gabriele Tarquini  |     | Ret |     |     |     |     |     |     |     |     |     |     |     |     |     |     | -        |
| 32   | Nicola Larini      |     |     |     |     |     |     |     |     |     |     | NQ  |     | Ret |     |     |     | -        |
| Pos. | Piloto             | BRA | SMR | BEL | MON | DET | FRA | GBR | GER | HUN | AUT | ITA | POR | ESP | MEX | JPN | AUS | Pontos 1 |

| Cor        | Resultado             |
| ---------- | --------------------- |
| Ouro       | Vencedor              |
| Prata      | 2.º lugar             |
| Bronze     | 3.º lugar             |
| Verde      | Terminou, nos pontos  |
| Azul       | Terminou, sem pontos  |
| Púrpura    | Ret – Retirou-se      |
| Vermelho   | NQ – Não qualificado  |
| Preto      | DSQ – Desqualificado  |
| Branco     | NL – Não largou       |
| Branco     | C – Corrida cancelada |
| Azul claro | AT – Apenas Treino    |
| Sem cor    | NP – Não participou   |
| Sem cor    | Les – Lesionado       |
| Sem cor    | EX – Excluído         |

Em negrito indica pole position e itálico volta mais rápida.
† Completou mais de 90% da distância da corrida.

### Campeonato Mundial de Construtores
| Pos. | Construtor | Chassis     | Motor                                      | Pneu | Pontos | Vitórias | Pódiums | Poles |
| ---- | ---------- | ----------- | ------------------------------------------ | ---- | ------ | -------- | ------- | ----- |
| 1    | Williams   | FW11B       | Honda RA167E V6 Turbo                      | G    | 137    | 9        | 18      | 12    |
| 2    | McLaren    | MP4/3       | TAG Porsche TTE P01 V6 Turbo               | G    | 76     | 3        | 12      |       |
| 3    | Lotus      | 99T         | Honda RA166E V6 Turbo                      | G    | 64     | 2        | 8       | 1     |
| 4    | Ferrari    | F187        | Ferrari 033D V6 Turbo                      | G    | 53     | 2        | 6       | 3     |
| 5    | Benetton   | B187        | Ford Cosworth GBA V6 Turbo                 | G    | 28     |          | 2       |       |
| 6    | Tyrrell    | DG016       | Ford Cosworth DFZ V8                       | G    | 11     |          |         |       |
| 7    | Arrows     | A10         | Megatron M12/13 (BMW rebatizado) L4 Turbo  | G    | 11     |          |         |       |
| 8    | Brabham    | BT56        | BMW M12/13 L4 Turbo                        | G    | 10     |          | 2       |       |
| 9    | Lola       | LC87        | Ford Cosworth DFZ V8                       | G    | 3      |          |         |       |
| 10   | Zakspeed   | 871         | Zakspeed 1500/4 L4 Turbo                   | G    | 2      |          |         |       |
| 11   | Ligier     | JS29B JS29C | Megatron M12/13 (BMW rebatizados) L4 Turbo | G    | 1      |          |         |       |
| 12   | AGS        | JH22        | Ford Cosworth DFZ V8                       | G    | 1      |          |         |       |
| 13   | March      | 871         | Ford Cosworth DFZ V8                       | G    | 1      |          |         |       |
| 14   | Minardi    | M187        | Motori Moderni 615-90 V6 Turbo             | G    | 0      |          |         |       |
| 15   | Osella     | FA1I        | Alfa Romeo 890T V8 Turbo                   | G    | 0      |          |         |       |
| 16   | Coloni     | FC187       | Ford Cosworth DFZ V8                       | G    | 0      |          |         |       |

### TroféuJim Clark(para pilotos com motor aspirado)
| Pos. | Piloto           | BRA | SMR | BEL | MON | DET | FRA | GBR | GER | HUN | AUT | ITA | POR | ESP | MEX | JPN | AUS | Pontos1 |
| ---- | ---------------- | --- | --- | --- | --- | --- | --- | --- | --- | --- | --- | --- | --- | --- | --- | --- | --- | ------- |
| 1    | Jonathan Palmer  | 1   | Ret | DNS | 1   | 1   | 2   | 1   | 2   | 1   | 3   | 3   | 2   | Ret | 2   | 1   | 1   | 87 (95) |
| 2    | Philippe Streiff | 2   | 1   | 2   | Ret | Ret | 1   | Ret | 1   | 2   | Ret | 1   | 3   | 2   | 3   | 2   | Ret | 74      |
| 3    | Philippe Alliot  |     | 2   | 1   | Ret | Ret | Ret | Ret | 3   | Ret | 2   | Ret | Ret | 1   | 1   | Ret | Ret | 43      |
| 4    | Ivan Capelli     | DNS | Ret | Ret | 2   | Ret | Ret | Ret | Ret | 3   | 1   | 2   | 1   | 3   | Ret | Ret | Ret | 38      |
| 5    | Pascal Fabre     | 3   | 3   | 3   | 3   | 2   | 3   | 2   | Ret | 4   | NC  | DNQ | DNQ | Ret | DNQ |     |     | 35      |
| 6    | Roberto Moreno   |     |     |     |     |     |     |     |     |     |     |     |     |     |     | Ret | 3   | 4       |
| 7    | Yannick Dalmas   |     |     |     |     |     |     |     |     |     |     |     |     |     | 42  | 32  | 2   | 0       |
| 8    | Nicola Larini    |     |     |     |     |     |     |     |     |     |     | NQ  |     | Ret |     |     |     | 0       |
| Pos. | Piloto           | BRA | SMR | BEL | MON | DET | FRA | GBR | GER | HUN | AUT | ITA | POR | ESP | MEX | JPN | AUS | Pontos1 |

### TroféuColin Chapman(para equipes que usam motores aspirados)
| Pos. | Construtor | Pontos |
| ---- | ---------- | ------ |
| 1    | Tyrrell    | 169    |
| 2    | Lola       | 43     |
| 3    | AGS        | 39     |
| 4    | March      | 38     |
| 5    | Coloni     | 0      |

### Pré temporada
As 3 principais equipes mantiveram pelo menos um piloto de 1987, com os 3 principais candidatos ao título inalterados.
- McLaren: manteve o francês Alain Prost e contratou o sueco Stefan Johansson para o lugar de Keke Rosberg, que deixou a categoria.

- Williams: permaneceu com Nigel Mansell e Nelson Piquet por mais um ano. O italiano Riccardo Patrese, egresso da Brabham, substituiu o piloto inglês no GP da Austrália.

- Ferrari: Michele Alboreto segue na equipe italiana, e para o lugar de Stefan Johansson, o austríaco Gerhard Berger é contratado após boas atuações pela Benetton na temporada anterior.

- Benetton: Teo Fabi continua na equipe, e o belga Thierry Boutsen, vindo da Arrows, sucede Gerhard Berger na Scuderia.

- Ligier: René Arnoux continua na Ligier, e o italiano Piercarlo Ghinzani assume o carro #26, pertencente a Jacques Laffite e Philippe Alliot em 1986.

- Lotus: com a saída da John Player Special como patrocinador principal (foi substituída pela Camel), Ayrton Senna continua como o principal piloto da equipe, e o japonês Satoru Nakajima, apoiado pela Honda, é contratado para pilotar o segundo carro.

- Minardi: em sua segunda temporada, teve como pilotos o espanhol Adrián Campos e o italiano Alessandro Nannini.

- Osella: Alex Caffi, que participara do GP da Itália de 1986 por uma decisão especial da FISA, disputa sua primeira temporada completa na F-1. Seu compatriota Nicola Larini e o suíço Franco Forini também disputaram o campeonato pela escuderia.

- Arrows: contratou Derek Warwick, vindo da Brabham, e Eddie Cheever, que disputara o GP de Detroit de 1986 pela Haas Lola.

- Larrousse & Calmels (Lola): estreante na Fórmula 1, teve como pilotos Philippe Alliot e Yannick Dalmas.

- March: de volta à Fórmula 1, contrata o italiano Ivan Capelli, que disputara os GPs da Itália e de Portugal em 1986 pela AGS.

- Brabham: Andrea de Cesaris e Riccardo Patrese foram os pilotos principais da Brabham em 1987. Stefano Modena, campeão da Fórmula 3000 do mesmo ano, entrou no lugar do inglês no GP da Austrália no lugar do compatriota, que foi para a Williams.

- Tyrrell: Jonathan Palmer substitui Martin Brundle, contratado pela Zakspeed, e Philippe Streiff é mantido na equipe de Ken Tyrrell para 1987.

- Coloni: outra equipe que fez sua estreia na categoria, disputou apenas 2 corridas na temporada, ambas com Nicola Larini - que não se classificou na Itália e conquistou vaga no grid do GP espanhol.

- AGS: o time francês disputou 14 etapas com Pascal Fabre, que perderia sua vaga para o brasileiro Roberto Pupo Moreno após não conseguir se classificar para o GP do México.

- Zakspeed: a equipe de Erich Zakowski substituiu Jonathan Palmer e Huub Rothengatter por Martin Brundle e Christian Danner.